# 交響曲第36番 (ハイドン)
交響曲第36番 変ホ長調 Hob. I:36 は、フランツ・ヨーゼフ・ハイドンが作曲した交響曲。
作曲年代は明らかでないが、エステルハージ家の副楽長時代（1761年から1765年）の曲と考えられている。クリストファー・ホグウッドの交響曲全集では、初期エステルハージ家時代（1761年から1763年）とする。最も特徴的なのは第2楽章で、独奏ヴァイオリンと独奏チェロによる二重協奏曲的な部分を持つ。初期のハイドンの交響曲は特殊な楽章構成を持つものが多いが、本作は既に通常のハイドンの楽章構成を持っている。

## 編成
オーボエ2、ホルン2、第1ヴァイオリン、第2ヴァイオリン、ヴィオラ、低音（チェロ、コントラバス、ファゴット）。

## 曲の構成
全4楽章、演奏時間は約21分。
- 第1楽章 ヴィヴァーチェ
変ホ長調、4分の3拍子、ソナタ形式。

弦楽器によって穏やかに始まるが、途中でホルンのファンファーレ的な楽句が加わる。型通り変ロ長調に転ずるが、途中で短調に変わる。展開部では新しい旋律が登場する。

- 第2楽章 アダージョ
変ロ長調、2分の2拍子、ソナタ形式。

弦楽器のみで演奏され、ユニゾンの全奏によるリピエーノ的な部分と、独奏ヴァイオリンと独奏チェロによる二重奏部分が交替する。

- 第3楽章 メヌエット - トリオ
変ホ長調 - 変ロ長調、4分の3拍子。
メヌエット主部は明るいリズミカルな曲である。トリオは変ロ長調で、主に弦楽器によって演奏され、途中で短調に転ずる。

- 第4楽章 アレグロ（プレスト）速度指定は筆写譜によって異なる[3]。
変ホ長調、4分の2拍子、ソナタ形式。

第1主題は上昇分散和音により、提示部後半は弦楽器のトレモロが中心になる。